# Gerhard von Schwerin
Gerhard von Schwerin (Hannover, 23 giugno 1899 – Rottach-Egern, 19 ottobre 1980) è stato un generale tedesco.

## Biografia
Come General der Panzertruppe, egli venne incaricato della difesa della città di Aquisgrana mentre si trovava al comando della 116ª divisione panzer "Windhund" (la "Divisione dei mastini grigi").
Quando la 3ª divisione corazzata statunitense raggiunse Aquisgrana il 13 settembre 1944 la divisione di von Schwerin venne ridotta a soli 600 uomini, 12 carrarmati e senza alcun pezzo di artiglieria disponibile. Quando si arrese completamente alle forze alleate per evitare danni ai civili e per proteggere gli importanti monumenti presenti in città (come ad esempio i resti del palazzo di Carlomagno), Adolf Hitler lo rimosse dal proprio incarico inviando il colonnello Gerhard Wilck a difendere la città con 5 000 Volkssturm.
Terminato il conflitto, nel maggio del 1950, egli venne nominato capo consigliere in materia militare del cancelliere Konrad Adenauer ed entrò nei servizi segreti. Dopo aver parlato alla stampa del proprio lavoro, però, venne rimpiazzato da Theodor Blank nell'ottobre del 1950. Schwerin divenne successivamente attivo in politica nel gruppo parlamentare liberale.